# Liberty Classics
Liberty Classics Inc. war ein US-amerikanischer Hersteller von Automobilen.

## Unternehmensgeschichte
Das Unternehmen wurde am 27. April 1981 in Minneapolis in Minnesota gegründet. 1985 begann die Produktion von Automobilen und Kit Cars. Der Markenname lautete Liberty Classics. 1985 oder 1988 endete die Produktion. Am 25. September 1998 wurde das Unternehmen aufgelöst.

## Fahrzeuge
Das einzige Modell war der Esquire. Er ähnelte etwas den Modellen von Mercedes-Benz der 1930er Jahre. Die offene Karosserie bestand aus Kunststoff. Eine Ausführung hatte ein Fahrgestell vom VW Käfer sowie dessen luftgekühlten Vierzylinder-Boxermotor. Eine andere Variante hatte viele Teile, darunter den Motor, vom Ford Pinto oder vom Ford Mustang II.